# Scheibe Mü 13 E Bergfalke I
Das Segelflugzeug Scheibe Mü 13 Bergfalke I ist ein in Gemischtbauweise hergestellter, freitragender Mitteldecker der 1950er Jahre, der für die Schulung und den Leistungsflug konzipiert wurde.

## Geschichte
Der doppelsitzige Bergfalke I, erstes Modell der Reihe „Scheibe Bergfalke“, wurde 1951 entwickelt, der Prototyp wegen des damaligen in Deutschland nach dem Krieg noch gültigen Bauverbotes in Österreich fertiggestellt und zugelassen. Verantwortlicher Konstrukteur war Egon Scheibe. Die Konstruktion basiert auf dem Vorkriegs-Einsitzer Mü 13 der Akademischen Fliegergruppe (Akaflieg) München.

## Konstruktion
Der Rumpf besteht aus einem in Fachwerkbauweise geschweißten Stahlrohrgerüst, welches im vorderen Bereich viergurtig und im hinteren Bereich dreigurtig gefertigt und bespannt wurde. Die Sitze liegen auf gleicher Bauhöhe hintereinander und sind mit einer einteiligen, seitlich wegklappbaren Haube versehen. Der Rumpf ist mit Bug- und Schwerpunktkupplung versehen. Als Fahrwerk dient ein fest eingebautes Zentralrad, das an einer Kufe mit einem Zentralfederbein montiert ist.
Der Tragflächenaufbau ist klassisch einholmig gestaltet und montagefreundlich geteilt.
Eine Besonderheit ist der Verlauf der Biege- und Torsionskraftübertragung zwischen den Flügeln: Der hintere Sitz im Rumpf ist etwa dort platziert, wo der Hauptholm des Flügels (mit ungepfeilter Vorderkante) liegt. Deshalb werden die von Holm und Torsionsnase kommenden Kräfte bereits im Flügel über eine Stahlrohrkonstruktion nach hinten „umgeleitet“ und im Rumpf durch eine Stahlrohr-Holmbrücke hinter der Rückenlehne des hinteren Sitzes übertragen. Beide Flügel wurden separat mit der Holmbrücke verbunden. Diese aufwendige Konstruktion führte später zu Problemen: Nach einem Unfall durch Überlastung einer schlecht verschweißten Holmbrücke wurde zunächst die Röntgenuntersuchung aller Schweißnähte in diesem Bereich angeordnet, Mitte der 70er Jahre mussten die Flügel des Bergfalken I gekürzt werden, um ihn weiterhin für den doppelsitzigen Flug zuzulassen. Bereits beim Bergfalken 2 ging Scheibe von dieser Holmbrücken-Konstruktion ab – dank Flügelvorpfeilung konnten jetzt die Holme direkt miteinander verbunden werden. Das Leitwerk ist als freitragender Holzaufbau ausgeführt. Die Flossen sind mit Sperrholz beplankt, während die Ruder mit Stoff bespannt sind. Das Seitenleitwerk ist fest am Rumpf montiert.

## Technische Daten
| Kenngröße         | Daten                     |
| ----------------- | ------------------------- |
| Besatzung         | 1–2                       |
| Spannweite        | 17,2 m (gekürzt: 15,76 m) |
| Flügelstreckung   | 15,8 (gekürzt: 13,4)      |
| Gleitzahl         | 28 bei 80 km/h            |
| Geringstes Sinken | 0,7 m/s bei 65 km/h       |
| Leermasse         | 250 kg                    |

## Erhaltene Flugzeuge
- Flugwerft Schleißheim, D-1085, 1952[1]
- Danmarks Flymuseum, OY-REX, 1952[2]
- Deutsches Segelflugmuseum mit Modellflug, OE-0138, 1956[3]

## Siehe  auch
- Scheibe Mü 13 E Bergfalke I
- Scheibe Bergfalke II
- Scheibe Bergfalke II/55
- Scheibe Bergfalke III
- Scheibe Bergfalke IV
- Liste von Flugzeugtypen